# Darío Barrio
Darío Barrio Domínguez (Madrid, 11 de diciembre de 1972-Cortijos Nuevos, Jaén, 6 de junio de 2014) fue un afamado cocinero dentro de la cocina española, conocido por haber realizado la primera etapa del programa de televisión Todos contra el Chef, de Cuatro.

## Biografía
El quinto de seis hermanos, manifestaba su inquietud por la cocina desde los 14 años, en los que alternaba los estudios de Hostelería (dos años en Granada y tres años en Las Palmas de Gran Canaria) mientras realizaba prácticas de cocina en diferentes restaurantes de San Sebastián, Santander, Gerona y Madrid (en esta última, trabajó en el Restaurante Hellen´s), regentado por unos amigos de la familia. Tras sus estudios en España viajó por diferentes países de Europa y Estados Unidos durante un periodo de casi 13 años, cocinando en Zúrich, Londres, Burdeos y Pensilvania.
Poseía el restaurante Dassa Bassa en Madrid desde junio de 2004, en el que además ejercía de cocinero.
Falleció en accidente el 6 de junio de 2014, en el transcurso de la primera jornada de la XV Edición del «Festival Internacional de Cine del Aire "El Yelmo"» de Cortijos Nuevos, en Segura de la Sierra, al estrellarse contra el suelo mientras practicaba salto con traje aéreo ―una modalidad de salto BASE―. Precisamente el acto era un homenaje a su amigo Álvaro Bultó, fallecido en parecidas circunstancias casi diez meses antes en Suiza.
Estaba separado de Itziar Ortega y tenían dos hijos, Telmo y Lucas.

## Televisión
- Todos contra el chef (2005-2006) (Cuatro).
- Channel n.º 4 (2005-2008) (Cuatro).
- Las Mañanas de Cuatro (2006-2010) (Cuatro).
- Dario Diario (2008-2009) (Cuatro).
- Bombón (2010-2011) (Canal Cocina).
- Darío y Cía (2011-2012) (Canal Cocina).
- Splash! Famosos al agua (2013) (Antena 3) - Concursante.
- Aventura Límite : After Earth Experiencie (Discovery Max).
- Ruta 179 (Telemadrid).

## Premios
- (2008) Premio al Hombre del año por la revista Men´s Health.
- (2006) Premio Aura al impulso gastronómico
- (2005) Premio Restaurante Revelación en La Luna de Metrópoli.
- (2005) Premio al Restaurante Revelación en Madrid Fusión
- (2002) Segundo clasificado en el VIII Campeonato de Cocineros de la Comunidad de Madrid.
- (2001) Primer clasificado en el VIII Campeonato Oficial de Cocina de la Comunidad de Madrid.
- Premio Amer a la Iniciativa Gastronómica.[7]

## Obras
- "Las recetas de Todos contra el chef", Darío Barrio, septiembre de 2006, editado por Aguilar.[8] ISBN 9788403097179
- "Cocina, disfruta, vive", Darío Barrio, mayo de 2013, editado por La Esfera de Los Libros.[9] ISBN 9788499708096